# Đại học Québec ở Montréal

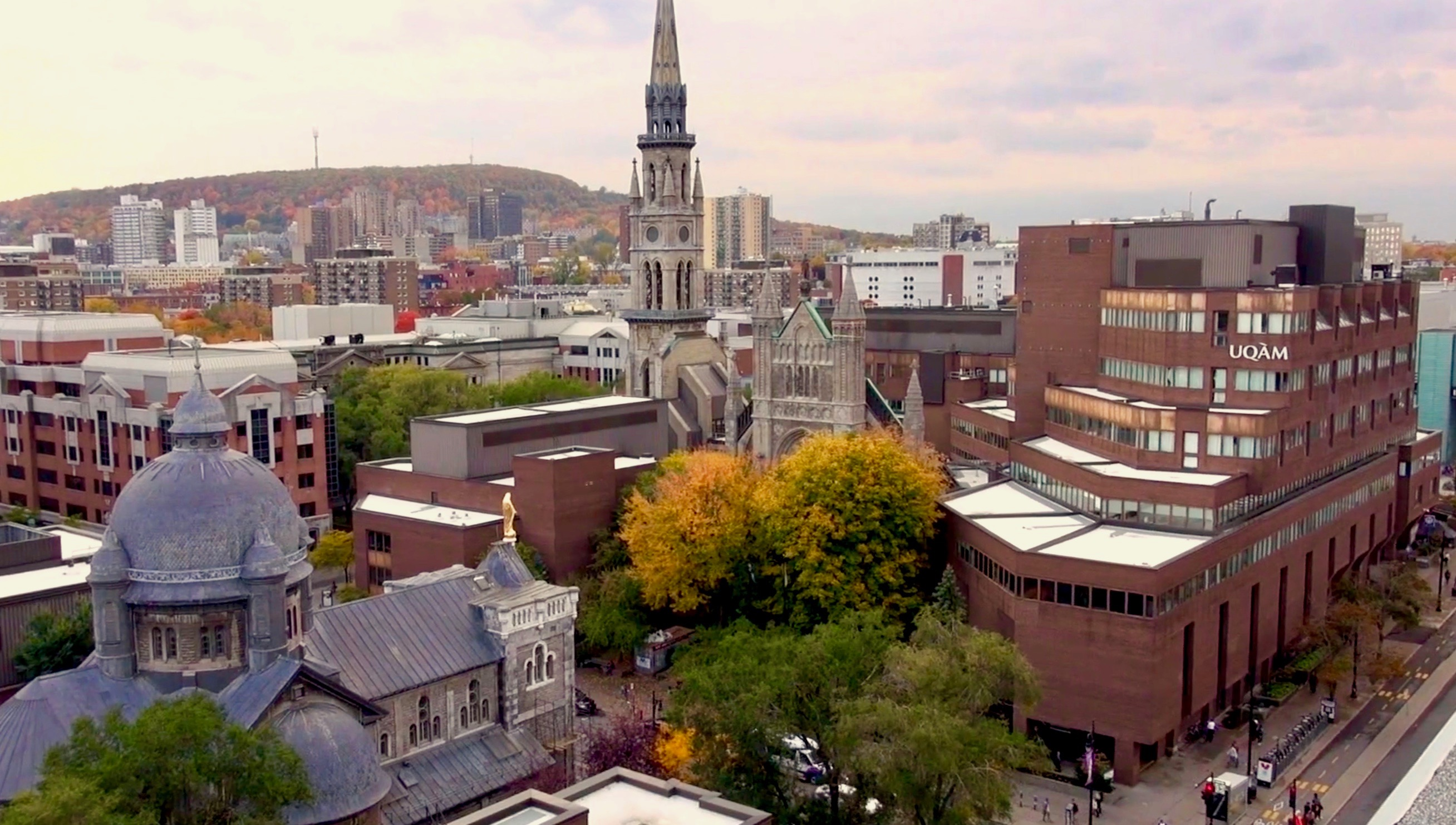
Tòa Judith Jasmin của đại học Québec ở Montréal

Đại học Québec ở Montréal (tiếng Pháp: Université du Québec à Montréal), gọi tắt là UQÀM, là một cơ sở giáo dục đại học ở Montréal, Canada. Nó được liên kết với Đại học Québec. Năm 2015, theo bảng xếp hạng của QS World University Rankings và Times Greater Education, UQAM nằm trong số 100 trường đại học tốt nhất trên thế giới đã được tạo ra trong 50 năm qua. Trường đã được trao giải thưởng mô phỏng Liên Hợp Quốc uy tín nhất ở New York (NMUN) chín lần trong mười một năm qua, Giải thưởng "Đoàn xuất sắc".
Vào mùa thu năm 2018, trường này đã chào đón khoảng 38.883 sinh viên, bao gồm 3.859 sinh viên nước ngoài đến từ 95 quốc gia, trong tổng số 310 chương trình học tập riêng biệt.
UQAM quản lý hơn 714 thỏa thuận với hơn 417 đối tác (Paris 1 Panthéon-Sorbonne, Science Po Paris, University College London, v.v.), tại 63 quốc gia và trong khoảng một trăm lĩnh vực.